# 中野町 (東京府)
中野町（なかのまち）は、東京府豊多摩郡にかつて存在した町。現在の中野区南部に当たる地域。1897年（明治30年）に町制施行することにより誕生した。
なお、その前身となった中野村（なかのむら）についてもここで言及する。中野村は東多摩郡役所の所在地でもあった。

## 地理
現在の地名では中央、中野、東中野、本町、南台、弥生町及び上高田、新井の一部に相当する。
ほとんどが武蔵野台地上にある。明治時代中期まで青梅街道沿いを中心にして産業が発展してきた。甲武鉄道の開通、中野駅の設置に伴い住宅化が促進、関東大震災以降急速に市街化が進んだ。

### 地域
- 大字中野
  - （字）小淀、宮前、仲町、上ノ原、桐ケ谷、小瀧、大塚、打越、谷戸、上町、千光前、囲、桃園、西町、新町、橋場、三谷、下町
- 大字本郷
  - （字）塔屋敷、根河原、鐘附面、小向、五反田、道玄、薬師堂、塩辛田、山ノ下
- 大字雑色
  - （字）新橋、登戸、神明曳、小山、打越、上ノ山、前原、新山、本村前、谷中、八島、向田、橋戸、広町、峰下、新橋飛地

- （字名改正後の大字名）
  - 昭和通一 - 三丁目、小瀧町、住吉町、桜山町、文園町、天神町、打越町、囲町、川添町、氷川町、上ノ原町、高根町、城山町、千光前町、中野駅前町、桃園町、宮園通一 - 五丁目、小淀町、塔ノ山町、宮前町、上町、仲町、橋場町、本町通一 - 六丁目、相生町、朝日ケ丘町、東郷町、道玄町、宮里町、千代田町、西町、本郷通一 - 三丁目、向台町、川島町、神明町、富士見町、広町、栄町通一 - 三丁目、前原町、多田町、八島町、雑色町、新山通一 - 三丁目

## 歴史

### 沿革・年表
天正年間には中野郷と称し、5村あり、中野郷の名主を堀江家が務めていた。堀江家の祖先は小田原北条家に伝えた小代官と伝わる。江戸時代には中野村・本郷村・本郷新田・雑色村の4村があり、天領または旗本および鉄砲玉薬組同心の知行地であった。中野村の里正は代々堀江家が務め、当主は堀江卯右衛門を襲名、明治維新後も戸長または村長を務めた。本郷村、本郷新田村、雑色村では、それぞれ秋元源太郎、秋元五右衛門、伊東金左衛門が名主を務めた。
- 1606年（慶長11年）：成木街道（現青梅街道）が開かれる。中野村内に馬継場設置。
- 明治2年
  - 2月9日（1869年3月21日） - 品川県の設置が告示される。
  - 12月18日（1870年1月19日） - 寄場組合が廃止され21番組の所属となる[4]。
- 明治4年
  - 11月14日（1871年12月25日） - 品川県が廃止され東京府（第2次）が発足[5]。
  - 12月5日（1872年1月14日） - 東京府に移管される。
- 明治5年
  - 1月22日（1872年3月1日） - 神奈川県に移管される[6]。
  - 8月19日（1872年9月21日） - 再度、東京府に移管される。
- この頃本郷新田が本郷村に編入される。
- 1878年（明治11年）11月2日：郡区町村編制法が施行され、多摩郡が4郡に分割され、東多摩郡が成立する。堀江卯右衛門宅に中野村戸長役場がおかれる[3]。
- 1889年（明治22年）4月11日：甲武鉄道（現JR中央本線新宿 - 八王子）が開通し、中野駅が設置される。
- 1889年（明治22年）5月1日：町村制施行に伴い、中野村・本郷村・雑色村が合併し、東多摩郡中野村が発足する。村長に堀江卯右衛門が就任し、堀江家に村役場が置かれる[3]。
- 1891年（明治24年）10月5日：白井巳胤が新村長に就任し、村役場移転[3]。
- 1895年（明治28年）6月8日：堀江卯右衛門が再び村長に就任し、宝仙寺境内の玉泉寺跡に村役場を建設[3]。
- 1896年（明治29年）4月1日：東多摩郡が南豊島郡と合併し、豊多摩郡となる。高橋平兵衛が村長に就任[3]。
- 1897年（明治30年）2月5日：中野村が町制を施行し、中野町となる。
- 1904年（明治37年）8月：甲武鉄道、飯田町 - 中野間が電化される。
- 1906年（明治39年）6月14日：甲武鉄道、柏木駅（現東中野駅）が開設される。
- 1921年（大正10年）8月25日：青梅街道上に西武軌道荻窪線（淀橋町 - 荻窪駅前）が開通する。
- 1931年（昭和06年）1月1日：字名改正（町名再編）を実施。従来の大字・小字を廃止して、新規に適正規模に区分した大字の設置が行われる。
- 1932年（昭和07年）10月1日：東京市に編入して消滅し、野方町とともに中野区の一部となる。前年に再編した大字はそのまま中野区の町に引き継がれた。
  - 中野区発足後、宝仙寺境内にあった中野町役場が初代・中野区役所となり、1936年（昭和11年）に現在の中野郵便局の場所に新庁舎竣工によって移転するまで利用された。なお、現庁舎は戦後1968年（昭和43年）にさらに中野駅北口駅前に移転・竣工したものである。

## 人口
- 1920年 21,875
- 1925年 60,962
- 1930年 87,263

## 町長
- 高橋平兵衛
- 森俊成

## 教育機関

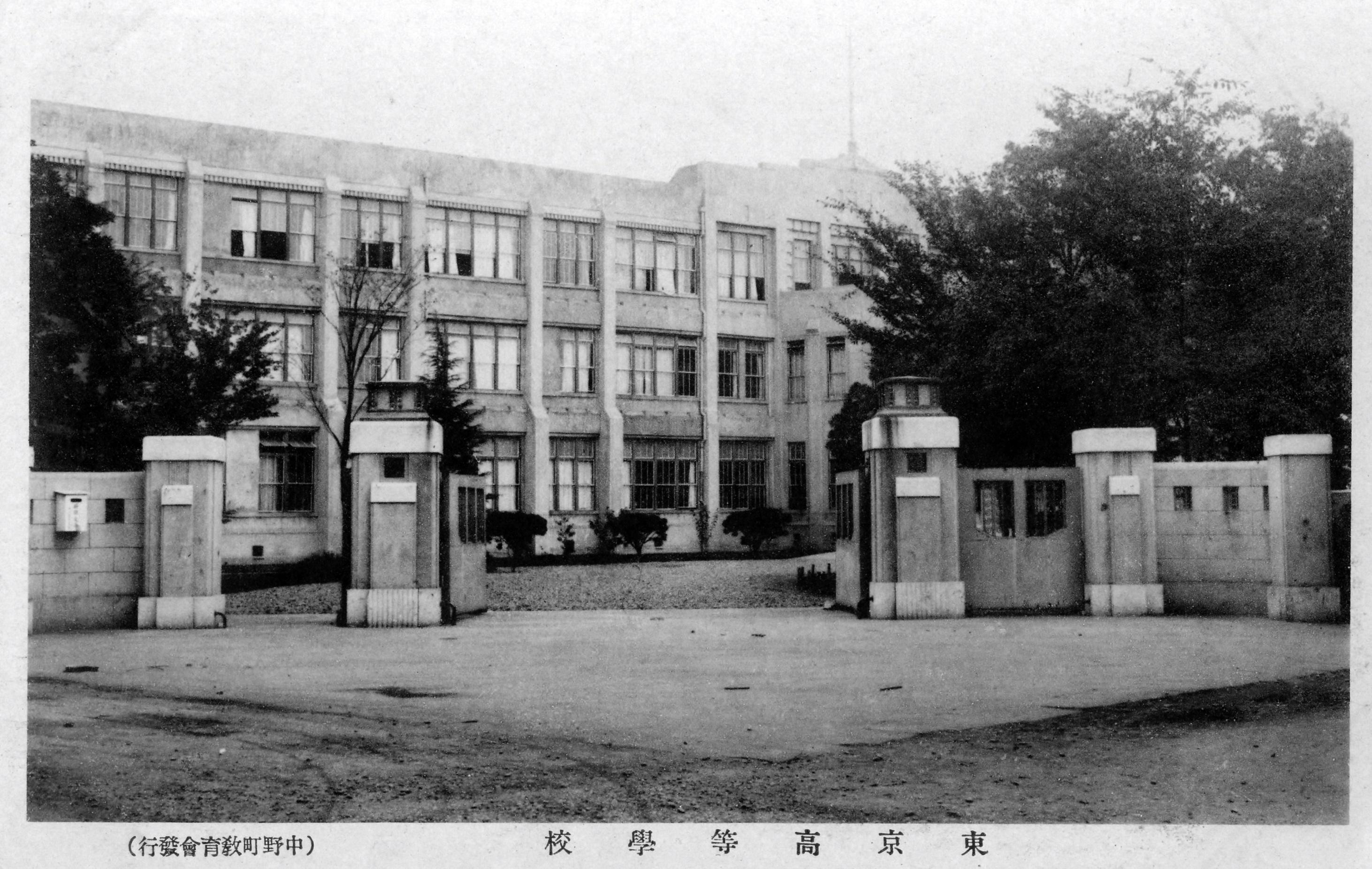
旧制東京高等学校

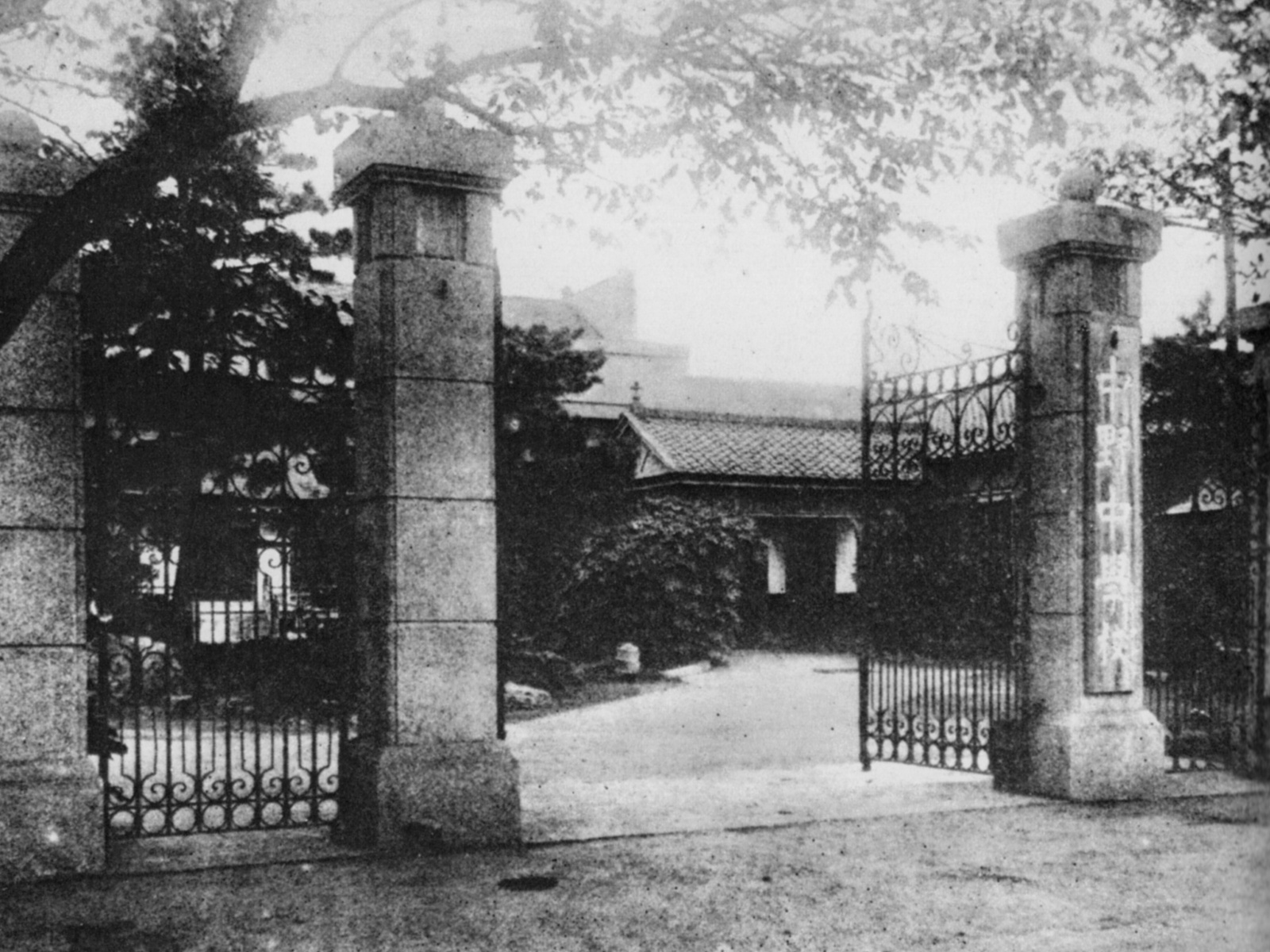
旧制中野中学校（1929年）

- 東京高等学校
- 中野中学校
- 東京府立高等家政女学校
- 中野実践女学校
- 中野高等女学校
- 女子経済専門学校附属高等女学校
- 堀越高等女学校
- 堀越家政女学校
- 日本音楽学校
- 東京同愛盲学校
- 中野青年訓練所
- 桃園尋常高等小学校
- 桃園第二尋常小学校
- 桃園第三尋常小学校
- 桃園第四尋常小学校
- 桃園第五尋常小学校
- 谷戸尋常高等小学校
- 本郷尋常小学校
- 雑色尋常小学校
- 東中野尋常小学校

## 交通

### 鉄道
- 甲武鉄道→国鉄
  - 中央本線
東中野駅 - 中野駅
- 西武軌道→武蔵水電→帝国電灯→西武鉄道
  - 新宿軌道線（後の都電14系統杉並線）
淀橋 - 住友銀行前 - 宝仙寺前 - 中野警察署前 - 中野銀行前 - 登記所前 - 鍋屋横丁 - 追分 - 西町[7]

## 名所・旧跡・観光スポット・祭事・催事
- 宝仙寺 - 真言宗豊山派の寺院。
- 成願寺 - 永享10年（1438年）創建。
- 慈眼寺 - 天文13年（1544年）創建。
- 松源寺 - 天正年間創建。

- 氷川神社 - 旧中野村の総鎮守社。

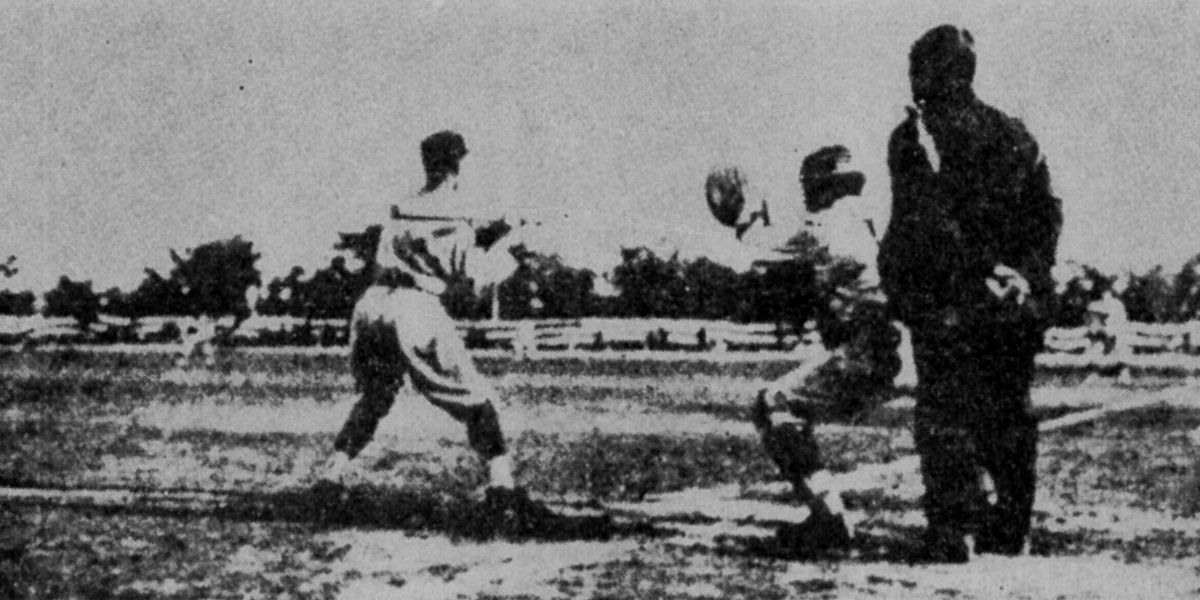
1915年春の慶明2回戦
（明大柏木運動場）

- 多田神社 - 寛治6年（1092年）創建。
- 成趣園 - 伏見宮別邸[8]。
- 乃木将軍旧邸[9] - 現在の中野ブロードウェイの敷地の一部。
- 塔の山公園 - かつての宝仙寺御朱印地内とされる[10]。
- 明治大学柏木運動場 - 1910年開設。明大野球部発祥の地。
- 中央大学中野運動場 - 1911年開設[11]。

## 関連書籍
- 東京市臨時市域擴張部 『豊多摩郡中野町現状調査』 1931年
- 中野町教育会 『中野町誌』 1933年